# Браззеин
Браззеин — белок со сладким вкусом, выделяемый из плодов западно-африканского растения Pentadiplandra brazzeana. Впервые был выделен в Университете Висконсина-Мэдисона в 1994 году.
Браззеин встречается в межклеточном пространстве мякоти, окружающей семена плода. После пентадина, открытого в 1989 году, браззеин является вторым белком сладкого вкуса, найденным в плодах Pentadiplandra brazzeana.
Как и другие сладкие белки, обнаруженные в растениях, например монелин и тауматин, он значительно слаще привычных подсластителей (в 500—2000 раз слаще сахарозы). Фрукт имеет сладкий вкус для обезьян, шимпанзе и человека, но гориллы в силу мутации в рецепторах сладкого не воспринимают браззеин как сладкий, и поэтому плодами растения не питаются.

## Традиционное использование
Кустарник Pentadiplandra brazzeana, из которого был выделен белок, произрастает в Габоне и Камеруне, где его плоды употреблялись приматами и местными жителями на протяжении долгого времени. Благодаря браззеину и пентадину ягоды растения имеют сильный сладкий вкус. Африканские аборигены называют плоды «oubli» (от фр. забывать), потому что считается, что их вкус может заставить грудных детей забыть о молоке их матери.

## Строение белка
Мономерный белок, состоящий из 54 аминокислотных остатков, является самым маленьким из сладких белков с молекулярной массой 6,5 кДа. Аминокислотная последовательность браззеина, приведённая в базе данных белков Swiss-Prot, выглядит следующим образом: QDKCKKVYEN YPVSKCQLAN QCNYDCKLDK HARSGECFYD EKRNLQCICD YCEY.
Структура браззеина была определена методом ядерного магнитного резонанса (ЯМР) при рН 5,2 и +22 °С. Браззеин имеет четыре равномерно распределённые дисульфидные связи и не содержит сульфгидрильных групп.
Трёхмерный анализ браззеина показал одну альфа-спираль и три антипараллельных бета-складки. Его структура не похожа ни на один из двух других сладких на вкус белков, монеллина и тауматина.
Однако недавнее трёхмерное исследование показывает, что эти три белка обладают похожими «сладкими пальцами», которые, как полагают, вызывают сладкий вкус.
Было обнаружено, что остатки 29-33 и 39-43, остаток 36, а также С-конец вносят вклад в сладкий вкус белка. Заряд белка также играет важную роль в его взаимодействии с рецептором сладкого вкуса.
С учётом этих факторов был синтезирован улучшенный браззеин, называемый pGlu-1-brazzein, который, как сообщалось, в два раза более сладкий, чем природный аналог.

## Сладкие свойства
В пересчёте на массу браззеин в 500—2000 раз слаще сахарозы по сравнению с 10 % сахарозой и 2 % раствором сахарозы соответственно.
Его сладкий вкус больше напоминает сахарозу, чем тауматин, с длительным послевкусием и небольшой задержкой (более длительной, чем у аспартама) в равносладком растворе.
Браззеин стабилен в широком диапазоне рН от 2,5 до 8 и устойчив к воздействию температуры 98 °С в течение двух часов.

## Влияние на организм
Избыточное потребление свободного (добавленного) сахара связывают с развитием ряда хронических заболеваний: сердечно-сосудистых, ожирения, сахарного диабета второго типа.
Всемирная организация здравоохранения рекомендует ограничивать потребление сахара в течение всей жизни. Суточная доля добавленного сахара в рационе не должна превышать 10 % от общей калорийности: это примерно 50 грамм в день. Для благотворного эффекта на организм потребление сахара необходимо дополнительно снизить до 5 % от суточной калорийности рациона. 
Сладкие белки используются в пищевой индустрии как безопасная альтернатива сахару и синтетическим подсластителям. Они многократно (в несколько тысяч раз) слаще сахарозы, при этом отличаются низкой калорийностью (то есть, не провоцируют ожирение) и не влияют на выработку инсулина. Кроме того, в отличие от сахара, сладкие белки не оказывают вредного воздействия на зубы и ротовую полость.
Подсластители на белковой основе используются для изготовления диетических продуктов, показанных при диабете и ожирении.
Браззеин удобен в промышленном применении, благодаря термостабильности, растворимости в воде и устойчивости к кислой среде (сохраняет устойчивость при различных уровнях pH). Калорийность браззеина составляет около 4 ккал на грамм, но поскольку он в 2000 раз слаще сахара, для достижения нужного уровня сладости требуется крайне малое количество белка, и его калорийность можно считать нулевой.
Браззеин безопасен при сахарном диабете. При использовании в сочетании с другими подсластителями (стевия, аспартам), браззеин приближает их вкусовой профиль к сахарозе и избавляет от специфического послевкусия.

## Использование в качестве подсластителя
Браззеин представляет собой альтернативу доступным низкокалорийным подсластителям. Как белок, он безопасен для диабетиков. Он также очень хорошо растворяется в воде (> 50 мг/мл).
При смешивании с другими подсластителями, такими как аспартам и стевия, браззеин уменьшает побочное послевкусие и дополняет их вкус.
По вкусовым характеристикам он ближе к сахарозе, чем другие натуральные подсластители (кроме тауматина). В отличие от других белков, обладающих сладким вкусом, он выдерживает нагревание, что делает его более пригодным для промышленной обработки пищевых продуктов.
В лабораторных исследованиях сообщается о создании белка с использованием пептидного синтеза, а рекомбинантные белки были успешно получены с помощью E. coli.
Техасские компании Prodigene и Nectar Worldwide были в числе лицензиатов на использование патентов Wisconsin Alumni Research Foundation на браззеин и добавили его методами генной инженерии в кукурузу. Такой браззеин может быть коммерчески извлечён из кукурузы посредством обычного помола. Примерно одна тонна кукурузы дает 1-2 килограмма браззеина. Его также можно вносить в растения, такие как пшеница, для производства предварительно подслащённых зёрен, например для зерновых.